# Vz 61 Skorpion
La Vz.61 "Skorpion" è una piccola pistola mitragliatrice calibro 7,65 Browning/.32 ACP, ma disponibile anche in altri calibri, costruita in Cecoslovacchia tra la fine degli anni cinquanta e prodotta oggigiorno nella versione "e".
Si tratta di una via di mezzo tra una normale pistola semiautomatica e un'autentica pistola mitragliatrice. Può infatti essere impugnata con una sola mano oppure imbracciata come un moschetto utilizzandone il calciolo ribaltabile, che in posizione di riposo si ripiega sopra il castello e la canna dell'arma.
L'arma è costruita presso gli stabilimenti della Česká zbrojovka Uherský Brod  e progettata per le esigenze di alcune unità speciali dell'esercito e della polizia cecoslovacca. Ebbe tuttavia un certo successo commerciale e fu esportata in numerosi paesi esteri.

## Storia
I primi esemplari della Skorpion apparvero alla fine degli anni '50, sotto la denominazione provvisoria di “modello 59”, ma l'adozione ufficiale da parte dell'esercito cecoslovacco datò al 1961 e conferì all'arma la definizione ufficiale di “Samopal, Vz.61” mentre “Skorpion” ne divenne successivamente il nome commerciale, col quale l'arma fu diffusamente esportata.
Per l'esportazione furono inizialmente prodotte una variante in calibro 9×17mm/.380 ACP, denominata Vz.64, una in 9×18mm Makarov (Vz.65) e qualche esemplare di una Vz.68 in calibro 9 × 19 mm Parabellum. La differenza esteriore tra la Vz.61 e le altre versioni era principalmente nel caricatore ricurvo, anziché verticale. La Vz.68, molto rara, era anche dotata di fusto e canna leggermente allungati.
All'inizio degli anni ottanta, l'esercito cecoslovacco adottò come munizione standard la 9×18mm Makarov d'ordinanza sovietica e cominciò a sostituire le Vz.61 nelle proprie dotazioni con il nuovo modello, denominato Vz.82 e camerato per il nuovo calibro.
Versioni ammodernate offerte per l'esportazione, oltre alla Vz.82, furono anche denominate Vz.83 (in calibro 9×17mm corto) e Vz.360 (9 × 19 mm Parabellum): quest'ultima fu l'estrema evoluzione della Skorpion e fu introdotta all'inizio degli anni '90.
Per molti anni, nessuna versione della "Skorpion" fu prodotta regolarmente, tranne alcuni lotti per le esigenze di alcuni committenti militari. Recentemente la CZ ha reinserito in catalogo una versione della mitraglietta, la vz.61E.
Una variante semiautomatica, denominata Vz.91, è pure occasionalmente apparsa sul mercato civile.
In Italia, negli anni settanta, fu importato qualche lotto di una "Skorpion" privata della possibilità di tiro a raffica e munita di un caricatore ridotto a dieci colpi.
Un modello di “Skorpion”, denominato M-61 e camerato per il calibro 7,65 × 17 mm Browning, fu prodotto su licenza in Jugoslavia dalla Crvena Zastava di Kragujevac e adottata dalle forze armate locali. Una variante aggiornata fu pure adottata sotto la denominazione M-84. Le “Skorpion” prodotte in Jugoslavia si differenziano dalle originali cecoslovacche per l'impugnatura in resina sintetica nera, anziché in legno di faggio.

## Caratteristiche tecniche
Meccanicamente, la Vz. 61 impiega uno schema concettuale piuttosto semplice: l'arma, costruita interamente in acciaio stampato, spara a otturatore chiuso, secondo una modalità non molto diffusa, ma scelta per migliorare la controllabilità dell'arma nel tiro a colpo singolo. Il percussore è mobile e viene azionato da un cane, come nella maggioranza delle armi.
L'arma è dotata di un selettore di fuoco a tre posizioni, contraddistinte dalle indicazioni “0” (sicura), “1” (colpo singolo - semi automatico) e “20” (tiro continuo - automatico).
Il caricatore è bifilare, a 10 o 20 colpi, e di forma arcuata (“a banana”) per i soli modelli in calibro 7,65×17 mm Browning. Le altre versioni adottano un caricatore completamente verticale.
L'otturatore, a forma di parallelepipedo, è parzialmente scavato nella parte interna per avvolgere la camera di cartuccia e la porzione iniziale della canna, onde bilanciare il più possibile in avanti il baricentro dell'arma (otturatore “telescopico”). La manetta di armamento è sostituita da due grossi bottoni di presa, sporgenti ai due lati del fusto.
Infine, sempre nel senso di migliorare il più possibile il bilanciamento complessivo, nell'impugnatura è contenuto un dispositivo rallentatore della cadenza, costituito da un gancio caricato da una molla che, a ogni ciclo di sparo, blocca per un istante il moto alternato dell'otturatore, diminuendo così la velocità di ripetizione della raffica, che comunque si attesta intorno ai 12 colpi/secondo.
La modesta potenza del calibro 7,65 × 17 mm Browning limita le reazioni allo sparo, il rinculo e il rilevamento nel tiro rapido.
L'arma è di ottima fattura e piuttosto precisa nel tiro semiautomatico. Nel tiro a brevi raffiche intervallate la Skorpion dimostra una buona concentrazione dei colpi sul bersaglio, mentre la raffica continua, specialmente se esplosa impugnando l'arma con una sola mano, risulta abbastanza dispersa ed utile soltanto nel fuoco di copertura.
L'utilizzo di quest'arma è particolarmente vantaggioso nella saturazione di ambienti ristretti (luoghi chiusi, interno di veicoli) e ciò è comprensibile, pensando che la Skorpion fu progettata soprattutto per le esigenze di carristi e truppe corazzate.
Anche nel tiro a medie distanze, facendo uso del calciolo, l'arma si dimostra abbastanza precisa, ma la modesta potenza della cartuccia impiegata ne riduce drasticamente l'utilità in combattimento.
Per quest'arma è anche disponibile un efficacissimo manicotto silenziatore.

## Impiego
La "Skorpion" nacque come pistola militare per i carristi, per sostituire le scarse dotazioni di Mauser m712 Schnellfeuer, una pistola tedesca degli anni trenta capace di tiro a raffica, ottenuta come preda bellica dalle forze armate cecoslovacche. Queste ultime preferirono puntare su un'arma di produzione locale, piuttosto che indirizzarsi sulla sovietica Stechkin APS, una semplice pistola calibro 9×18mm Makarov capace di tiro a raffica. L'obbiettivo era dotare gli equipaggi dei mezzi corazzati di un'arma di poco ingombro ma con un volume di fuoco maggiore rispetto ad una semplice pistola. Un po' come l'M3 Grease Americano.
Alla "Skorpion" s'ispirò l'analoga realizzazione Wz.63, di produzione polacca.
Si tratta di un'arma versatile, che può sostituire sia la pistola d'ordinanza, sia una pistola mitragliatrice convenzionale: il fabbricante offriva come accessorio una specifica fondina ascellare in pelle, che consentiva di portarla come una comunissima pistola.
La Vz.61 fu diffusamente esportata, sebbene in un non grande numero di esemplari, e non è difficile vederne tuttora in azione in aree di conflitto anche remote. Oltre che nella ex-Jugoslavia (ove comparve nelle mani sia dei serbi che dei croati e dei bosniaci), apparve in molti conflitti regionali dell'Africa centrale e del Vicino Oriente.
Anche numerosi gruppi terroristici se ne sono impossessati a più riprese, sfruttando le doti di occultabilità della "Skorpion" e la sua micidialità sulle brevi distanze, dovuta al forte volume di fuoco. Tra questi gruppi, spiccarono l'IRA irlandese e le Brigate Rosse italiane: queste ultime utilizzarono la "Skorpion" in numerosi omicidi. In particolare, Mario Moretti (terrorista e brigatista italiano) sparò al presidente Aldo Moro alcuni colpi prima con una pistola Walther PPK calibro 9 mm × 17 corto e poi, dopo che la pistola si era inceppata, con la mitragliatrice Samopal Vzor.61 (nota come Skorpion), con cui sparò una raffica di 11 colpi che perforarono i polmoni dell'ostaggio, uccidendolo. Secondo altre fonti, l'arma con cui fu ucciso Aldo Moro non sarebbe stata una mitragliatrice Skorpion ma una pistola Beretta bifilare a canna lunga, con un caricatore da 14 colpi e un silenziatore, un'arma che allora era in dotazione soltanto ai servizi di sicurezza e a corpi speciali.

## La Skorpion nella cultura di massa
- In ambito videoludico, quest'arma è presente nei videogiochi Syphon Filter 3, Mafia III, Metal Gear Solid 3, Metal Gear Solid: Portable Ops, Metal Gear Solid: Peace Walker, Tom Clancy's Splinter Cell: Conviction, Call of Duty 4: Modern Warfare, Call of Duty: Black Ops, Call of Duty: Black Ops Declassified, Call of Duty: Modern Warfare 3, Resident Evil 5, Grand Theft Auto: Vice City Stories,Grand Theft Auto V, Far Cry 3, Far Cry 4, Far Cry 5, Far Cry 6, Goldeneye, Hotline Miami e Pubg.
- In ambito cinematografico, la Skorpion è presente nel film Resident Evil: Retribution[4], nel film Matrix nel film Nikita, in Decisione critica e in Fast & Furious 7, usata nel set di Jason Statham contro Vin Diesel.
- In ambito televisivo si può notare in Gomorra - La serie, usata dal personaggio Carlucciell per uccidere Tonino detto Spiderman nella prima serie.